# Disney Dollar
Der Disney Dollar ist eine Komplementärwährung, welche sich an das Aussehen des US-Dollars anlehnt und das erste Mal am 5. Mai 1987 in Umlauf gebracht wurde. Es hat einen von der Walt Disney Company garantierten und zeitlich unbegrenzten Wert. Er kann jederzeit eins zu eins in US-Dollar umgetauscht werden und kann wie normale Dollar in den angegebenen Orten gebraucht werden. Der Disney Dollar kommt so einem zeitlich unbeschränkten Wertpapier gleich. Da er nicht verjähren kann und jederzeit wieder in offizielle Währung umgetauscht werden kann, ist er kein Gutschein.
Der Disney Dollar ist zudem ein begehrtes Sammlerobjekt, wobei seltene Scheine Preise von mehreren hundert Dollar erzielen können.
2016 wurde bekanntgeben, dass die Produktion eingestellt wurde.

## Aussehen
Anstelle eines Präsidenten (wie auf einigen der US-Dollarscheinen) tragen die Noten die Bilder bekannter Disney-Figuren, z. B. Micky Maus, Donald Duck, Goofy, Stitch, Dumbo und andere. Diese Dollars werden von der Walt Disney Company verkauft. Eingelöst werden können sie auf den Schiffen der Disney Cruise Line, allen Disney-Shops innerhalb der USA und in Disneyland und dem Walt Disney World Resort. Sie tragen immer die Unterschrift des fiktiven Schatzmeisters Scrooge McDuck, welches der englische Name für Dagobert Duck ist.

## Notenzeichen
Disney Dollar haben das Zeichen „A“, „D“ oder „T“ und bezeichnen somit, für welchen Ausgabeort sie hergestellt wurden. „A“ steht für Anaheim, Disneyland in Los Angeles, „D“ für das Walt Disney World Resort in Florida und „T“ für Disney Stores in den USA.

## Geschichte
Die Noten kamen in den Jahren 1987 bis 1989 zuerst als Ein-Dollar- und Fünf-Dollar-Note heraus. 1990 wurde das Portfolio mit einer Zehn-Dollar-Note ergänzt. Neue Dollar (mit neuen Figuren) wurden seit 1987 jedes Jahr produziert außer in den Jahren 1992, 2004 und 2006. 2005 wurde eine 50-Dollar-Note produziert, um des 50-Jahr-Jubiläums von Disneyland in Anaheim, Los Angeles zu gedenken.
Im Mai 2016 wurde bekanntgeben, dass ab 14. Mai die Produktion eingestellt wurde. Da die Disney Dollar kein Ablaufdatum besitzen, werden an den Disney-Standorten weiterhin die Dollar als Zahlungsmittel akzeptiert, bis schließlich die ausgegebenen Scheine wieder bei Disney zurückgekommen sind. Die Einstellung wurde hauptsächlich damit begründet, dass die Geldscheine an Bedeutung verlieren, da Gutscheine immer beliebter werden; ebenso wie auch die echte Währung in der Welt.

## Sicherheitsaspekte
Disney Dollar haben ähnliche Sicherheitsaspekte wie normale Geldscheine. Sie sind micro-geprinted und haben eine reflektierende Tinte, um sich vor Scanning oder Fotokopie zu schützen. Sie tragen eine einmalige Seriennummer.

## Beschreibung der einzelnen Noten

### 1-Dollar-Note
- 1987–1991: winkender Micky Maus
- 1993: Micky Maus mit Fliege (65-Jahr-Jubiläum der Figur Micky Maus)
- 1994–1996: wieder der winkende Micky Maus.
- 1997: Micky Maus als Zaubererlehrling in Fantasia (25-Jahr-Jubiläum von Walt Disney World Resort)
- 1998–1999: wieder der winkende Micky Maus
- 2000: feiernder Micky Maus
- 2001: andere Darstellung von Micky Maus als Zaubererlehrling in Fantasia
- 2002: Micky Maus im Film Steamboat Willie
- 2003: neues Porträt von Micky Maus mit geöffneten Armen
- 2005: verschiedene Porträts vorhanden: Dumbo, Aschenputtel und Chicken Little (50-Jahr-Jubiläum von Disneyland in Anaheim, Los Angeles)
- 2007: Arielle und Schädel von Fluch der Karibik
- 2008: Micky im Zeichenstil der 1930er Jahre
- 2009: Micky Maus und Pluto. Micky hält einen Kuchen.
- 2011: Schädel von Fluch der Karibik
- 2013: verschiedene Porträts vorhanden:Malefiz als Drachen,Ursula: Die Seehexe,Cruella Deville,Captain Hook
- 2014: Splash Mountain

### 5-Dollar-Note
- 1987–1996: Goofy stolz und mit geschlossenen Augen
- 1997: Goofy mit Zylinder (25-Jahr-Jubiläum von Walt Disney World Resort)
- 1998–1999: wieder Goofy stolz und mit geschlossenen Augen
- 2000: feiernder Goofy
- 2001: Micky Mouse als Bergsteiger
- 2002: Schneewittchen
- 2003: neues Porträt von winkendem Goofy
- 2005: verschiedene Porträts vorhanden: Donald Duck und Goofy (50-Jahr-Jubiläum von Disneyland in Anaheim, Los Angeles)
- 2007: Dornröschen
- 2008: Micky im Zeichenstil der 1950er Jahre
- 2009: Minnie und Daisy
- 2014: Big Thunder Mountain Railroad

### 10-Dollar-Note
- 1990–1996: das Porträt von Minnie Maus
- 1997: Simba vom Film Der König der Löwen (25-Jahr-Jubiläum von Walt Disney World Resort)
- 1998–1999: wieder das Porträt von Minnie Maus
- 2000: feiernder Donald Duck
- 2001: Micky und Minnie mit Sonnenbrillen
- 2002: Tinkerbell aus dem Film Peter Pan
- 2003: Donald Duck zieht seinen Matrosenhut
- 2005: verschiedene Porträts vorhanden: Stitch und Minnie Maus (50-Jahr-Jubiläum von Disneyland in Anaheim, Los Angeles)
- 2007: Aschenputtel
- 2008: Micky im modernen Zeichenstil
- 2009: Donald Duck, Goofy and Micky. Goofy bläst die Kerzen von einem Kuchen aus.
- 2014: Space Mountain

### 50-Dollar-Note
- 2005: verschiedene Porträts vorhanden: Micky Maus vor einem Spiegel (ist eine Special edition von Charles Boyer signiert) und auch sein Kopf von vorne (50-Jahr-Jubiläum von Disneyland in Anaheim, Los Angeles)

## Parodie
Disney Dollar wurden in einer Simpsons-Folge parodiert. In der am 2. Oktober 1994 erstmals ausgestrahlten Episode Itchy & Scratchy Land (dt. der unheimliche Vergnügungspark) wechselte Homer 1100 Dollar in Itchy & Scratchy Money, nachdem ihnen ein Angestellter erzählt hat, dass diese gleichwertig zu normalen Geld seien, aber es so mehr Spaß mache. Im Park wollte aber dann doch keiner das Itchy & Scratchy Money annehmen.
Entsprechendes geschieht auch den Dinos in Treufussland in der gleichnamigen Folge.